# Abrazar la vida: Mujer, ecología y desarrollo
Abrazar la vida: Mujer, ecología y desarrollo (en inglés: Staying Alive: Women, Ecology, and Development) es un libro escrito por la física y teórica ecofeminista india Vandana Shiva y publicado el año 1988.

## Contexto
Se trata de la primera obra de la autora, y uno de sus títulos más influyentes.
En la obra, Shiva desarrolla su tesis ecofeminista por la cual el dominio patriarcal se debe a una herencia del colonialismo occidental, y a una visión binómica de carácter cartesiano. Así, dichos conceptos binómicos (hombre y mujer) no serían presentados de manera complementaria el  uno del otro, sino como realidades distanciadas que se subyugan la una a la otra.
Asimismo, también se articula la relación de las mujeres del ámbito rural y la naturaleza, que es amenazada por el deseo de desarrollo.Otras dicotomías que analiza incluyen la de naturaleza contra cultura, y como ambos conceptos se relacionan con la feminidad y la masculinidad.
Como resultado, la autora analiza como las dinámicas colonialistas han resultado en despojar a la naturaleza de todo significado excepto el comercial, y cómo dicha relación económica afecta negativamente a los derechos y necesidades de las poblaciones locales, y la sabiduría tradicional.

## Legado
Abrazar la vida ha jugado un papel importante a la hora de iniciar el debate sobre los sesgos del desarrollo del discurso, la ciencia moderna y la discriminación de género, así como sus consecuencias. También ha tenido un papel importante a la hora de universalizar la experiencia de las mujeres del ámbito rural y tribal.